# Mario Pouliot
Pour les articles homonymes, voir Pouliot.
Mario Pouliot (né le 30 septembre 1963) est un entraîneur et un directeur général de hockey sur glace au Canada. Il occupe ces deux rôles chez les Huskies de Rouyn-Noranda depuis la saison 2018-19.
Pouliot a commencé sa carrière d’entraîneur dans la Ligue de hockey junior majeur du Québec (LHJMQ) en tant qu'entraîneur adjoint du Laser de Saint-Hyacinthe. Il a ensuite été l’entraîneur-chef des Gaulois du Collège Antoine-Girouard pendant huit saisons et a déjà détenu le record de la Ligue de hockey midget AAA du Québec pour le plus grand nombre de victoires en carrière. En 2003, il a mené les Gaulois à la finale de la Coupe Air Canada, le championnat canadien midget AAA. Il a ensuite été entraîneur adjoint pour les Huskies de Rouyn-Noranda, puis entraîneur-chef du Drakkar de Baie-Comeau. En 2011, il fut nommé entraîneur-chef d'Équipe Québec au Défi mondial de hockey des moins de 17 ans.
Pouliot a ensuite entraîné le Titan d'Acadie-Bathurst pendant quatre saisons et a remporté le championnat de la Coupe Memorial en 2018. La saison suivante, il a remporté le trophée Ron-Lapointe remis à l'entraîneur de l'année de la LHJMQ, de même que le trophée Maurice-Filion pour le titre de directeur général de l'année. Il a également été nommé entraîneur de l'année de la Ligue canadienne de hockey et a mené les Huskies de Rouyn-Noranda à la conquête de la Coupe Memorial. Pouliot est le seul entraîneur-chef à avoir remporté deux championnats consécutifs de la Coupe Memorial avec deux équipes différentes.

## Biographie
Mario Pouliot est né le 30 septembre 1963 à Saint-Hyacinthe, au Québec. Il joue au hockey mineur en tant que défenseur et à 17 ans, il est invité au camp d'entraînement des Bisons de Granby dans la Ligue de hockey junior majeur du Québec (LHJMQ). Il refuse toutefois de s'y présenter et décide de rester avec son club junior de Saint-Hyacinthe. Plus tard, il reçoit une offre pour aller jouer en Allemagne, mais il décide, encore une fois, de rester à Saint-Hyacinthe. Il a par la suite regretté ces deux choix, admettant qu'il s'agissait d'erreurs.

## Carrière d'entraîneur

### Débuts dans la LHJMQ
Pouliot a commencé à coacher à 20 ans en tant qu'adjoint dans les circuits mineurs à Saint-Hyacinthe. C'est son ami et mentor, Gaétan Pion, qui l'initie à la profession d’entraîneur. Pendant la saison 1989-1990, Pouliot devient dépisteur pour le Laser de Saint-Hyacinthe, puis entraîneur adjoint de l'équipe les quatre saisons suivantes. Le directeur général de l'équipe pendant cette période était Gaétan Pion. Au cours de ses quatre saisons avec le Laser, Saint-Hyacinthe a participé aux séries éliminatoires à trois reprises, mais a été éliminé au premier tour à chaque fois. Pouliot a travaillé sous les ordres des entraîneurs-chefs Norman Flynn (1990-1991), Pierre Petroni (1991-1992 et 1992-1993) ainsi que Richard Martel (1993-1994).

### Collège Antoine-Girouard
Pouliot est entraîneur adjoint des Gaulois du Collège Antoine-Girouard dans la Ligue de hockey midget AAA du Québec (LHMAAAQ) de la saison 1997-1998 à la saison 2000-2001. Il succède ensuite à Simon Désautels et devient le second entraîneur-chef de l'histoire de l'équipe. Il reste en poste jusqu'en 2009, tout en étant également le directeur général et le vice-président de l'organisation.
Au cours de ses huit saisons à la tête des Gaulois, Pouliot dirige 346 matchs et établit un record de la ligue avec 250 victoires,. Sous sa gouverne, les Gaulois vont terminer en première place du classement général à cinq reprises et remporter le championnat en 2003,.
Les Gaulois se qualifient pour la Coupe Air Canada en 2003, le championnat national canadien midget AAA. L’événement a lieu à Sault Ste. Marie, en Ontario. Le Collège Antoine-Girouard représente le Québec et fait face à des adversaires provenant du Pacifique, de l'Ouest, de l'Ontario et de l'Atlantique, ainsi qu'à l'équipe hôtesse. Les Gaulois terminent le tournoi à la ronde sans avoir été battus et remportent le match de demi-finale contre les Maple Leafs de St. John's par le score de 3 à 2 en prolongation. Dans le match pour la médaille d'or, les Gaulois perdent 5 à 1 contre Calgary.

### Retour dans la LHJMQ
En 2009, Pouliot accepte un poste d'entraîneur adjoint chez les Huskies de Rouyn-Noranda. Il seconde l’entraîneur-chef André Tourigny, qui dirige aussi l' équipe nationale des moins de 18 ans et l'équipe nationale junior du Canada. Les Huskies terminent premier dans la division Ouest de la LHJMQ et atteignent le deuxième tour des séries éliminatoires, où ils sont éliminés en 5 matchs par les Wildcats de Moncton.
Le 23 octobre 2010, Pouliot quitte Rouyn-Noranda pour devenir l’entraîneur-chef du Drakkar de Baie-Comeau. Il remporte sa première victoire un mois plus tard, le 26 novembre, contre son ancienne équipe, les Huskies, par la marque de 4 à 3. Le Drakkar met ainsi fin à une série de 25 matchs consécutifs sans victoire. Baie-Comeau termine la saison 2009-2010 en sixième place de la division Est de la LHJMQ et ne se qualifie pas pour les séries éliminatoires.
Pouliot est l'entraîneur-chef d'Équipe Québec lors du Défi mondial de hockey des moins de 17 ans, alors que la tournoi a lieu au Manitoba en décembre 2010 et janvier 2011. Dominique Ducharme est l'un des entraîneurs adjoints. En ronde préliminaire le Québec remporte la victoire contre l'Équipe Canada de l'Atlantique, la Finlande et l'Allemagne, mais est battue par les États-Unis. L'équipe de Pouliot termine ainsi en deuxième place du groupe B et affronte l'équipe de l'Ontario en demi-finale. Le Québec perd 2-1 en prolongation, se qualifiant automatiquement pour le match de la médaille de bronze. L'équipe québécoise perd de nouveau en prolongation, 5 à 4, contre l'Équipe Canada du Pacifique et termine au quatrième rang du tournoi.
Le 13 mars 2012, la direction du Drakkar relève Pouliot de ses fonctions. L’équipe n’a récolté que cinq points lors de ses dix derniers matchs et est passée du neuvième au quatorzième rang au classement général. Le directeur général Steve Ahern assure l'intérim pour les trois matchs restants et les séries éliminatoires.
Pouliot retrouve les Huskies de Rouyn-Noranda lors de la saison 2012-2013 de la LHJMQ, reprenant son rôle d'entraîneur adjoint de Tourigny. Les Huskies terminent la saison en deuxième place de la division Ouest et atteignent le troisième tour des séries éliminatoires. Gilles Bouchard est nommé entraîneur-chef de l'équipe pour la saison 2013-2014 et Pouliot demeure entraîneur adjoint. Les Huskies terminent alors la saison à la cinquième place de la division Ouest et atteignent le deuxième tour des séries éliminatoires.

### Titan d'Acadie–Bathurst
En mai 2014, Pouliot est nommé entraîneur-chef du Titan d'Acadie-Bathurst. En reconstruction, le Titan termine toutefois la saison 2014-2015 à la dernière place du classement général avec 42 points.
Au cours de la saison 2015-2016, l'équipe de Pouliot récolte 60 points et termine cinquième de la division des Maritimes et 14e de la ligue. Le Titan perd au premier tour des séries éliminatoires, en cinq matchs, face aux Sea Dogs de Saint John.
Acadie-Bathurst continue de s'améliorer en 2016-2017 et récolte 39 victoires et 84 points, terminant au sixième rang du classement général de la LHJMQ. En séries éliminatoires, l'équipe bat les Remparts de Québec au premier tour, puis perd en sept matchs contre l'Armada de Blainville-Boisbriand au deuxième tour. Son ancien collègue André Tourigny, qui coach alors les Mooseheads d'Halifax, fait remarquer que le Titan est une équipe difficile à battre, malgré son jeune âge.
En 2017-2018, pour une troisième saison consécutive, Acadie-Bathurst améliore sa fiche avec 43 victoires et 96 points. En séries éliminatoires, l'équipe défait les Saguenéens de Chicoutimi, le Phoenix de Sherbrooke et les Tigres de Victoriaville et accède à la finale. Pouliot et le Titan remportent ensuite la Coupe du président en battant l'Armada de Blainville-Boisbriand en six matchs.
Le tournoi de la Coupe Memorial 2018 a lieu à Regina, Saskatchewan. Il met aux prises les champions de la LHJMQ, le Titan d'Acadie-Bathurst, les Pats de Regina (les hôtes), les Broncos de Swift Current de la Ligue de hockey de l'Ouest et les Bulldogs de Hamilton de la Ligue de hockey de l'Ontario. Le Titan remporte une victoire de 4–3 en prolongation sur Swift Current dans son premier match, puis une victoire de 8–6 sur Regina lors de la deuxième partie. Avant le troisième match, contre Hamilton, Pouliot et son directeur général, Sylvain Couturier, prévoient la possibilité d'une égalité à trois pour la première place du tournoi à la ronde. Ils décident que si la situation se présente, l'équipe défendra un déficit d'un but pour conserver un avantage décisif sur Hamilton et Regina. Ce qui se produit finalement : dans les deux dernières minutes de la troisième période, le Titan tire de l'arrière 3–2, mais dispose d'un jeu de puissance et d'une mise au jeu dans la zone offensive. Pouliot choisit stratégiquement de ne pas retirer son gardien de but pour un attaquant supplémentaire, évitant de concéder un but dans un filet désert et de perdre finalement par deux buts. Le Titan perd donc le match par un but, mais se qualifie automatiquement pour la finale grâce au bris d'égalité. Pouliot n'a pas aimé cette stratégie, mais a qualifié sa décision de "logique". Acadie-Bathurst a ensuite vaincu Regina 3 à 0 lors du match de championnat. Après la partie, Pouliot a déclaré: "C'est spécial d'avoir gagné la 100e Coupe Memorial, c'est gravé à jamais dans ma mémoire. Personne ne pourra m'enlever ça." 

### Huskies de Rouyn-Noranda
Le 5 juillet 2018, après avoir démissionné de son poste avec le Titan d'Acadie-Bathurst, Pouliot est nommé entraîneur-chef et directeur général des Huskies de Rouyn-Noranda. Lors de la conférence de presse annonçant sa signature, il déclare : "Pour moi, c'est comme rentrer à la maison. J'ai un attachement particulier à cette équipe et j'ai toujours eu de bonnes relations avec les gens d'ici. C'est une opportunité de pouvoir occuper ces deux postes et je souhaite continuer ce qu'André Tourigny et Gilles Bouchard ont fait",.
Sous la gouverne de Pouliot, les Huskies remportent 59 matchs au cours de la saison régulière 2018-2019, établissant un record de la LHJMQ. Ils égalent aussi un record de la LCH avec 25 victoires consécutives,. Rouyn-Noranda conclut la saison avec 119 points, terminant au premier rang du classement général de la LHJMQ. En séries éliminatoires, l'équipe défait les Cataractes de Shawinigan, les Tigres de Victoriaville et l’Océanic de Rimouski. Pouliot remporte par la suite sa deuxième Coupe du président consécutive lorsque son club bat les Mooseheads d'Halifax en six matchs.
Au tournoi de la Coupe Memorial de 2019, les Huskies perdent leur premier match contre le Storm de Guelph par le score de 5–2, puis remportent les deux suivants, 6–3 sur les Raiders de Prince Albert et 4–3 sur les Mooseheads d'Halifax. Pouliot mène ensuite son équipe à une victoire de 6–4 en demi-finale sur Guelph et un gain de 4–2 sur Halifax pour le championnat. Ce titre de championnat canadien est le premier de l'histoire des Huskies de Rouyn-Noranda. Après le match, Pouliot déclare: "Tous nos joueurs ont grandi ensemble et pour moi, c'est un groupe incroyable. Pour remporter la Coupe Memorial, vous avez besoin d'un groupe spécial et ils ont fait des choses spéciales". Avec cette victoire, Pouliot est devenu le seul entraîneur-chef de l'histoire du hockey canadien à avoir remporté deux championnats consécutifs de la Coupe Memorial avec deux différentes équipes. Avec Don Hay et Bryan Maxwell, il fait partie de ce groupe très restreint d'entraîneurs-chefs qui ont remporté la Coupe Memorial avec plus d'une équipe,.

## Réflexions du coach
Pouliot a été attiré par le hockey en raison de sa rapidité, qu'il qualifie de "sport le plus rapide du monde". Il aime travailler sur différents systèmes de jeu et déployer différentes tactiques. Il analyse beaucoup de vidéos des jeux et discute longuement avec les joueurs pour leur inculquer une éthique de travail rigoureuse. Il a déjà déclaré: "Je cherche à développer une mentalité de fierté chez les joueurs. Je suis un entraîneur qui croit en la communication et je veux bien connaître mes joueurs pour mieux les aider". À propos des équipes évoluant dans des petites villes, il a dit : "Même si vous êtes dans un petit marché, vous devez penser comme un grand marché. Pour nous, il est vraiment important de prendre soin des personnes que nous recrutons et de tout faire pour leur donner les outils nécessaires à leur développement".
Pouliot considère Jacques Lemaire comme un modèle en raison de son souci du détail et de sa préparation. Il a déclaré qu'il avait également beaucoup appris de Clément Jodoin et d'André Tourigny. Tourigny a fait l’éloge de Pouliot: "Mario est un génie du hockey et un travailleur infatigable. C'est aussi une bonne personne, un gars avec un grand cœur".

## Statistiques
Entraîneur-chef dans la LHMAAAQ
| Saison    | Équipe                   | Matchs | V   | D  | Pr | Points | % V   | Position          |
| --------- | ------------------------ | ------ | --- | -- | -- | ------ | ----- | ----------------- |
| 2001-2002 | Collège Antoine-Girouard | 42     | 33  | 6  | 3  | 69     | 0,821 | 1er, LHMAAAQ      |
| 2002-2003 | Collège Antoine-Girouard | 42     | 35  | 5  | 2  | 72     | 0,857 | 1er, LHMAAAQ      |
| 2003-2004 | Collège Antoine-Girouard | 42     | 36  | 5  | 1  | 73     | 0,869 | 1er, LHMAAAQ      |
| 2004-05   | Collège Antoine-Girouard | 42     | 26  | 10 | 6  | 58     | 0,690 | 2e, LHMAAAQ       |
| 2005-2006 | Collège Antoine-Girouard | 44     | 27  | 8  | 9  | 63     | 0,716 | 3e, LHMAAAQ       |
| 2006-07   | Collège Antoine-Girouard | 44     | 22  | 21 | 1  | 45     | 0,511 | 5e, LHMAAAQ       |
| 2007-08   | Collège Antoine-Girouard | 45     | 38  | 6  | 1  | 77     | 0,856 | 1er, LHMAAAQ      |
| 2008-09   | Collège Antoine-Girouard | 45     | 33  | 8  | 4  | 70     | 0,778 | 1er, LHMAAAQ      |
| TOTAUX    | TOTAUX                   | 346    | 250 | 69 | 27 | 527    | 0,762 | 5 titres de ligue |

Entraîneur-chef dans la LHJMQ
| Saison    | Équipe                   | Parties | V   | D   | Pr | Tb | Points | % V   | Position             | Séries éliminatoires                                               |
| --------- | ------------------------ | ------- | --- | --- | -- | -- | ------ | ----- | -------------------- | ------------------------------------------------------------------ |
| 2010-11   | Drakkar de Baie-Comeau   | 53      | 11  | 34  | 6  | 2  | 30     | 0,283 | 6e, est              | En séries éliminatoires                                            |
| 2011-12   | Drakkar de Baie-Comeau   | 65      | 28  | 32  | 1  | 4  | 61     | 0,469 | (6e, Est)            | Congédié le 10 mars 2012                                           |
| 2014-15   | Titan Acadie – Bathurst  | 68      | 17  | 43  | 6  | 2  | 42     | 0,309 | 6e, Maritimes        | En séries éliminatoires                                            |
| 2015-2016 | Titan Acadie – Bathurst  | 68      | 27  | 35  | 3  | 3  | 60     | 0,441 | 5e, Maritimes        | Perdu au tour 1                                                    |
| 2016-17   | Titan Acadie – Bathurst  | 68      | 39  | 23  | 4  | 2  | 84     | 0,618 | 3e, Maritimes        | Perdu au tour 2                                                    |
| 2017–18   | Titan Acadie – Bathurst  | 68      | 43  | 15  | 8  | 2  | 96     | 0,706 | 1er, Maritimes       | A remporté la Coupe du Président A remporté la Coupe Memorial 2018 |
| 2018–19   | Huskies de Rouyn-Noranda | 68      | 59  | 8   | 0  | 1  | 119    | 0,875 | 1er Ouest            | A remporté la Coupe du Président A remporté la Coupe Memorial 2019 |
| TOTAUX    | TOTAUX                   | 458     | 224 | 190 | 28 | 16 | 492    | 0,537 | 2 titres de division | 2 Coupes du Président 2 Coupes Memorial                            |

## Distinctions et récompenses
Pouliot a été nommé entraîneur de l'année à deux reprises au cours de ses huit saisons au sein du LHMAAAQ. Il a été intronisé au Temple de la renommée du LHMAAAQ le 1er mai 2011. Après la saison 2018-2019 de la LHJMQ, Pouliot a reçu le trophée Ron-Lapointe remis à l'entraîneur-chef de l'année et le trophée Maurice-Filion remis au meilleur directeur-général,. Le 25 mai 2019, il a remporté le trophée Brian Kilrea remis à l’entraîneur-chef de l'année dans la LCH, emboîtant ainsi le pas à l'un de ses mentors, Gilles Bouchard, qui l'a remporté en 2016.

## Famille
Pouliot a trois enfants. Il a deux filles nommées Laurie et Janika. Son fils Raphaël (né en 1991) a joué au Collège Antoine-Girouard de 2006 à 2008 alors que son père était entraîneur. Raphaël a ensuite joué dans la LHJMQ de 2009 à 2012 avec les Cataractes de Shawinigan, le Junior de Montréal et l'Armada de Blainville-Boisbriand. Raphaël a ensuite été dépisteur en chef des Huskies de Rouyn-Noranda de 2014 à 2016 et a recruté de nombreux joueurs que son père a entraînés lors de la saison 2018-1919.
Le frère aîné de Mario, Robert Pouliot, a été responsable de l'équipement des Gaulois du Collège Antoine-Girouard et du Titan d'Acadie – Bathurst alors que Mario était l'entraîneur-chef,.